# NASCAR Grand National de 1964
A Temporada da NASCAR Grand National de 1964 foi a 16º edição da Nascar, com 62 etapas disputadas o campeão foi Richard Petty.

## Calendário
| N. | Data   | Corrida                    | Circuito                             | Campeão          | Segundo          | Terceiro         |
| 1  | 10-nov | Textile 250                | Concord Speedway1                    | Ned Jarrett      | Joe Weatherly    | Richard Petty    |
| 2  | 17-okt | Race 2                     | Augusta Speedway2                    | Fireball Roberts | Dave MacDonald   | Billy Wade       |
| 3  | 1-dec  | Race 3                     | Speedway Park3                       | Wendell Scott    | Buck Baker       | Jack Smith       |
| 4  | 29-dec | Sunshine 200               | Savannah Speedway                    | Richard Petty    | Jack Smith       | Tiny Lund        |
| 5  | 19-jan | Motor Trend 500            | Riverside International Raceway      | Dan Gurney       | Marvin Panch     | Fireball Roberts |
| 6  | 21-feb | Daytona 500 Qualifier #1   | Daytona International Speedway       | Junior Johnson   | Buck Baker       | David Pearson    |
| 7  | 21-feb | Daytona 500 Qualifier #2   | Daytona International Speedway       | Bobby Isaac      | Jimmy Pardue     | Richard Petty    |
| 8  | 23-feb | Daytona 500                | Daytona International Speedway       | Richard Petty    | Jimmy Pardue     | Paul Goldsmith   |
| 9  | 10-mrt | Richmond 250               | Richmond International Raceway       | David Pearson    | Richard Petty    | Billy Wade       |
| 10 | 22-mrt | Southeastern 400           | Bristol Motor Speedway               | Fred Lorenzen    | Fireball Roberts | Paul Goldsmith   |
| 11 | 28-mrt | Greenville 200             | Greenville-Pickens Speedway          | David Pearson    | Ned Jarrett      | Marvin Panch     |
| 12 | 30-mrt | Race 12                    | Bowman Gray Stadium                  | Marvin Panch     | Ned Jarrett      | Richard Petty    |
| 13 | 5-apr  | Atlanta 500                | Atlanta Motor Speedway               | Fred Lorenzen    | Bobby Isaac      | Ned Jarrett      |
| 14 | 11-apr | Race 14                    | Asheville-Weaverville Speedway       | Marvin Panch     | Junior Johnson   | Billy Wade       |
| 15 | 12-apr | Joe Weatherly 150          | Occoneechee Speedway                 | David Pearson    | Dick Hutcherson  | Larry Thomas     |
| 16 | 14-apr | Race 16                    | Piedmont Interstate Fairgrounds      | Ned Jarrett      | Marvin Panch     | David Pearson    |
| 17 | 16-apr | Columbia 200               | Columbia Speedway                    | Ned Jarrett      | Marvin Panch     | LeeRoy Yarbrough |
| 18 | 19-apr | Gwyn Staley 400            | North Wilkesboro Speedway            | Fred Lorenzen    | Ned Jarrett      | Marvin Panch     |
| 19 | 26-apr | Virginia 500               | Martinsville Speedway                | Fred Lorenzen    | Marvin Panch     | Junior Johnson   |
| 20 | 1-mei  | Savannah 200               | Savannah Speedway                    | LeeRoy Yarbrough | Marvin Panch     | Richard Petty    |
| 21 | 9-mei  | Rebel 300                  | Darlington Raceway                   | Fred Lorenzen    | Fireball Roberts | Junior Johnson   |
| 22 | 15-mei | Tidewater 250              | Langley Field Speedway               | Ned Jarrett      | Marvin Panch     | Buddy Baker      |
| 23 | 16-mei | Hickory 250                | Hickory Motor Speedway               | Ned Jarrett      | David Pearson    | Richard Petty    |
| 24 | 17-mei | Race 24                    | South Boston Speedway                | Richard Petty    | Marvin Panch     | Ned Jarrett      |
| 25 | 24-mei | World 600                  | Charlotte Motor Speedway             | Jim Paschal      | Richard Petty    | Rex White        |
| 26 | 30-mei | Pickens 200                | Greenville-Pickens Speedway          | LeeRoy Yarbrough | Richard Petty    | J.T. Putney      |
| 27 | 31-mei | Race 27                    | New Asheville Speedway               | Ned Jarrett      | Richard Petty    | Marvin Panch     |
| 28 | 7-jun  | Dixie 400                  | Atlanta Motor Speedway               | Ned Jarrett      | Richard Petty    | Paul Goldsmith   |
| 29 | 11-jun | Race 29                    | Concord Speedway1                    | Richard Petty    | David Pearson    | Ned Jarrett      |
| 30 | 14-jun | Music City 200             | Music City Motorplex                 | Richard Petty    | David Pearson    | Buck Baker       |
| 31 | 19-jun | Confederate 300            | Boyd Speedway4                       | David Pearson    | Richard Petty    | Buck Baker       |
| 32 | 21-jun | Race 32                    | Fairgrounds Raceway5                 | Ned Jarrett      | Richard Petty    | Billy Wade       |
| 33 | 23-jun | Race 33                    | Valdosta Speedway6                   | Buck Baker       | LeeRoy Yarbrough | Tiny Lund        |
| 34 | 26-jun | Race 34                    | Piedmont Interstate Fairgrounds      | Richard Petty    | LeeRoy Yarbrough | Doug Cooper      |
| 35 | 4-jul  | Firecracker 400            | Daytona International Speedway       | A.J. Foyt        | Bobby Isaac      | Jimmy Pardue     |
| 36 | 8-jul  | Old Dominion 400           | Old Dominion Speedway7               | Ned Jarrett      | David Pearson    | Jimmy Pardue     |
| 37 | 10-jul | Fireball Roberts 200       | Old Bridge Stadium8                  | Billy Wade       | Ned Jarrett      | Richard Petty    |
| 38 | 12-jul | Race 38                    | Bridgehampton Raceway9               | Billy Wade       | Buck Baker       | Walt Hansgen     |
| 39 | 15-jul | Race 39                    | Islip Speedway                       | Billy Wade       | Ned Jarrett      | Richard Petty    |
| 40 | 19-jul | The Glen 151.8             | Watkins Glen International           | Billy Wade       | LeeRoy Yarbrough | Walt Hansgen     |
| 41 | 21-jul | Pennsylvania 200           | Lincoln Speedway10                   | David Pearson    | Richard Petty    | Jimmy Pardue     |
| 42 | 26-jul | Volunteer 500              | Bristol Motor Speedway               | Fred Lorenzen    | Richard Petty    | Jim Paschal      |
| 43 | 2-aug  | Nashville 400              | Music City Motorplex                 | Richard Petty    | Jim Paschal      | David Pearson    |
| 44 | 7-aug  | Race 44                    | Rambi Raceway11                      | David Pearson    | Richard Petty    | LeeRoy Yarbrough |
| 45 | 9-aug  | Western North Carolina 500 | Asheville-Weaverville Speedway       | Ned Jarrett      | David Pearson    | Junior Johnson   |
| 46 | 13-aug | Moyock 300                 | Dog Track Speedway12                 | Ned Jarrett      | David Pearson    | Richard Petty    |
| 47 | 16-aug | Mountaineer 500            | West Virginia International Speedway | Richard Petty    | Junior Johnson   | Ned Jarrett      |
| 48 | 21-aug | Sandlapper 200             | Columbia Speedway                    | David Pearson    | Doug Yates       | Jimmy Pardue     |
| 49 | 22-aug | Myers Brothers 250         | Bowman Gray Stadium                  | Junior Johnson   | Richard Petty    | Ned Jarrett      |
| 50 | 23-aug | Race 50                    | Starkey Speedway13                   | Junior Johnson   | Ned Jarrett      | Glen Wood        |
| 51 | 7-sep  | Southern 500               | Darlington Raceway                   | Buck Baker       | Jim Paschal      | Richard Petty    |
| 52 | 11-sep | Buddy Shuman 250           | Hickory Motor Speedway               | David Pearson    | Larry Thomas     | Buck Baker       |
| 53 | 14-sep | Capital City 300           | Richmond International Raceway       | Cotton Owens     | David Pearson    | Richard Petty    |
| 54 | 18-sep | Race 54                    | Old Dominion Speedway7               | Ned Jarrett      | David Pearson    | Richard Petty    |
| 55 | 20-sep | Race 55                    | Occoneechee Speedway                 | Ned Jarrett      | Cotton Owens     | Larry Thomas     |
| 56 | 27-sep | Old Dominion 500           | Martinsville Speedway                | Fred Lorenzen    | Richard Petty    | Junior Johnson   |
| 57 | 9-okt  | Race 57                    | Savannah Speedway                    | Ned Jarrett      | Richard Petty    | David Pearson    |
| 58 | 11-okt | Wilkes 400                 | North Wilkesboro Speedway            | Marvin Panch     | Fred Lorenzen    | Darel Dieringer  |
| 59 | 18-okt | National 400               | Charlotte Motor Speedway             | Fred Lorenzen    | Jim Paschal      | Richard Petty    |
| 60 | 25-okt | Race 60                    | Harris Speedway14                    | Richard Petty    | Ned Jarrett      | Curtis Crider    |
| 61 | 1-nov  | Jaycee 300                 | Augusta Speedway2                    | Darel Dieringer  | Bobby Isaac      | Larry Thomas     |
| 62 | 8-nov  | Race 62                    | Jacksonville Speedway15              | Ned Jarrett      | Richard Petty    | G.C. Spencer     |

## Classificação final - Top 10

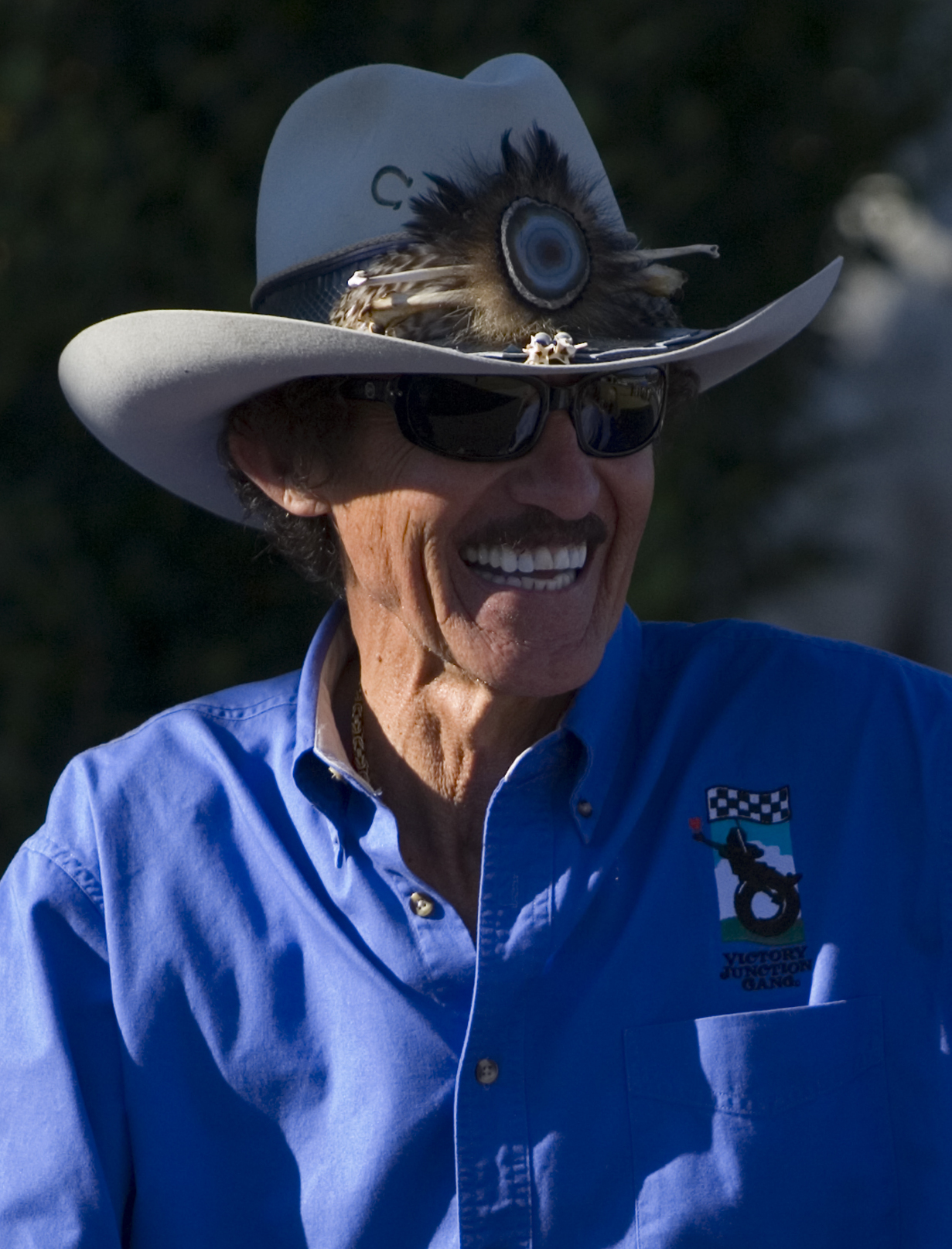
Richard Petty ganhou em 1964 seu segundo título de sete no total.

| 1  | Richard Petty | 40252 |
| 2  | Ned Jarrett   | 34950 |
| 3  | David Pearson | 32146 |
| 4  | Billy Wade    | 28474 |
| 5  | Jimmy Pardue  | 26570 |
| 6  | Curtis Crider | 25606 |
| 7  | Jim Paschal   | 25450 |
| 8  | Larry Thomas  | 22950 |
| 9  | Buck Baker    | 22366 |
| 10 | Marvin Panch  | 21480 |